# آرثر موراي
آرثر موراي هو مبارز بالسيف من المملكة المتحدة، مثّل بلاده في الألعاب الأولمبية الصيفية 1908.

## روابط خارجية
آرثر موراي على موقع أوليمبيديا (الإنجليزية)